# هاینریش شلپی
هاینریش شلپی (انگلیسی: Heinrich Schläppi; ۳۰ آوریل ۱۹۰۵ – ۱۵ فوریهٔ ۱۹۵۸) ورزشکار بابسلد اهل سوئیس بود.